# Гара, Джереми
Джереми Гара (англ. Jeremy Gara) — канадский рок-музыкант, ударник и гитарист инди-рок-группы Arcade Fire. В составе Arcade Fire лауреат «Грэмми» за лучший альбом года с альбомом The Suburbs.
Уроженец Оттавы Гара в начале карьеры выступал в группах Kepler (стиль слоу-кор) и Weights and Measures (стиль математический рок). В дальнейшем стал постоянным ударником группы Arcade Fire (в отдельных композициях также играет вспомогательные гитарные партии). Среди других групп, с которыми выступал Гара, Clark, Snailhouse и The New International Standards (в составах двух последних вместе с ним играли другие члены Arcade Fire). Он также сотрудничал с Оуэном Паллеттом — бывшим коллегой по Arcade Fire — в записи альбома Heartland.
Гара в составе Arcade Fire записал несколько успешных альбомов, в том числе Funeral, с которого началась известность группы; Neon Bible, в первую неделю продаж в США разошедшийся 92 тысячами экземпляров и дебютировавший в хит-параде Billboard 200 на втором месте; и The Suburbs, за который группа получила «Грэмми» за лучший альбом года.